# Ophthalmitis herbidaria
Ophthalmitis herbidaria är en fjärilsart som beskrevs av Achille Guenée 1858. Ophthalmitis herbidaria ingår i släktet Ophthalmitis och familjen mätare. Inga underarter finns listade i Catalogue of Life.